# ديفيد براوس
ديفيد براوس (بالإنجليزية: David Prowse) مواليد 1 يوليو 1935 في برستل، إنجلترا، المملكة المتحدة، هو لاعب كمال أجسام، رافع أثقال وممثل إنجليزي بدأ مسيرته الفنية عام 1967. لعب دور شخصية دارث فيدر ثلاثية حرب النجوم الأولى.

## الأعمال
- حرب النجوم الجزء السادس: عودة الجيداي
- حرب النجوم الجزء الخامس: الإمبراطورية تعيد الضربات
- حرب النجوم
- برتقالة آلية
- كازينو رويال

## وصلات خارجية
- ديفيد براوس على موقع IMDb (الإنجليزية)
- ديفيد براوس على موقع روتن توميتوز (الإنجليزية)
- ديفيد براوس على موقع ألو سيني (الفرنسية)
- ديفيد براوس على موقع أول موفي (الإنجليزية)
- ديفيد براوس على موقع قاعدة بيانات الأفلام السويدية (السويدية)
- ديفيد براوس على موقع إن إن دي بي (الإنجليزية)
- ديفيد براوس على موقع قاعدة بيانات الفيلم (الإنجليزية)
- ديفيد براوس على موقع كينوبويسك (الروسية)